# Litoria mystax
Litoria mystax är en groddjursart som först beskrevs av Van Kampen 1906.  Litoria mystax ingår i släktet Litoria och familjen lövgrodor. IUCN kategoriserar arten globalt som otillräckligt studerad. Inga underarter finns listade i Catalogue of Life.